# 窪屋郡
- 令制国一覧 > 山陽道 > 備中国 > 窪屋郡
- 日本 > 中国地方 > 岡山県 > 窪屋郡

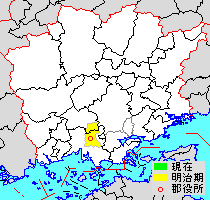
岡山県窪屋郡の位置

窪屋郡（くぼやぐん）は、岡山県（備中国）にあった郡。

## 郡域
1878年（明治11年）に行政区画として発足した当時の郡域は、下記の区域にあたる。
- 倉敷市の一部（三田、生坂、西坂、平田、福島、二日市、加須山、亀山、帯高、新田、吉岡、堀南、福井、中島、水江、酒津、浅原より内側）
- 総社市の一部（赤浜、下林、上林、三須、真壁、三輪、溝口、中原、清音柿木、清音上中島より南東および中央・駅前・駅南の各一部）

## 歴史
古来、吉備国の中心地として栄えた地域である。高梁川旧本流の対岸には国府所在地の賀陽郡の中枢があった。郡内に備中国の国分寺・国分尼寺があった。郡内に大小の古墳が多い（作山古墳・こうもり塚古墳他）。郡衙の位置は三須郷（総社市三須・東三須・山手地区）と推定されている。

### 近世以降の沿革
- 「旧高旧領取調帳」に記載されている明治初年時点での支配は以下の通り。（60村）

| 知行         | 知行                       | 村数 | 村名 |
| ------------ | -------------------------- | ---- | --- |
| 幕府領       | 倉敷代官所                 | 7村  | 倉敷村、安江村、酒津村、中島村、沖村、浜村、小子位村                                                                                   |
| 幕府領       | 旗本領                     | 11村 | 西三須村、西組、日吉庄村、大内村、羽島村、二日市村、高沼村、亀山村、加須山村、有城村、赤浜村                                           |
| 藩領         | 岡山新田藩（生坂）         | 17村 | 三田村、生坂村、西坂、浅原村、子位庄村、平田村、大島村、福島村、川入村、渋江村、田ノ上村、黒田村、古地村、小屋、軽部村、中島、八田部村 |
| 藩領         | 備前岡山藩                 | 13村 | 四十瀬村、白楽市村、水江村、西郡村、地頭片山、岡谷、宿、三輪村、柿木、真壁村、溝口、中原、恵地新田                                     |
| 藩領         | 岡山新田藩（鴨方）         | 6村  | 四十瀬新田村、埋川村、白楽市新田村、笹沖村、吉岡村、福井村                                                                             |
| 藩領         | 備中浅尾藩                 | 5村  | 三和村、下林村、中林、上林村、小屋村                                                                                                   |
| 幕府領・藩領 | 旗本領・岡山新田藩（生坂） | 1村  | 八王寺村 |

- 慶応4年5月16日（1868年7月5日） - 幕府領が倉敷県の管轄となる。
- 明治2年6月25日（1869年8月2日） - 岡山新田藩（鴨方）が改称して鴨方藩となる。
- 明治3年
  - 1月12日（1870年2月12日） - 岡山新田藩（生坂）が改称して生坂藩となる。
  - 領地替えにより赤浜村が足守藩領となる。
  - この年までに旗本領が倉敷県の管轄となる。
- 明治4年
  - 7月14日（1871年8月29日） - 廃藩置県により、藩領が生坂県、岡山県、鴨方県、浅尾県、足守県の管轄となる。
  - 11月15日（1871年12月26日） - 第1次府県統合により、全域が深津県の管轄となる。
- 明治5年
  - 6月5日（1872年7月10日） - 小田県の管轄となる。
  - 高沼村が都宇郡高沼村と境界変更のうえ改称して帯高村となる。
- 明治7年（1874年） - 中林が下林村に合併。（59村）
- 明治8年（1875年）（56村）
  - 12月20日 - 第2次府県統合により岡山県の管轄となる。
  - 西組が西三須村に、三和村が三輪村にそれぞれ合併。
  - 小屋・小屋村がそれぞれ分割し、各一部が合併して三因村となる。各残部が三輪村に合併。
- 明治9年（1876年） - 小子位村が浜村に合併。（55村）
- 明治10年（1877年）（49村）
  - 日吉庄村・大内村・八王寺村・川入村が合併して富久村となる。
  - 渋江村・田ノ上村が合併して老松村となる。
  - 四十瀬新田村・埋川村が合併して富井村となる。
  - 中島が軽部村に合併。
  - 西三須村が改称して三須村となる。
- 明治11年（1878年）9月29日 - 郡区町村編制法の岡山県での施行により、行政区画としての窪屋郡が発足。郡役所が倉敷村に設置。
- 明治12年（1879年） - 軽部村の一部が分立して上中島村となる。（50村）
- 明治13年（1880年）
  - 西坂・地頭片山・岡谷・宿・柿木・溝口・中原がそれぞれ本村から正式に独立して村を称する。
  - 白楽市新田村が改称して西中新田村となる。
- 明治14年（1881年） - 八田部村・恵地新田が真壁村に合併。（48村）
- 明治22年（1889年）6月1日 - 町村制の施行により、以下の各村が発足。特記以外は全域が現・倉敷市。（11村）
  - 倉敷村（単独村制）
  - 大市村 ← 安江村、沖村、四十瀬村、富井村、福井村
  - 葦高村 ← 老松村、西中新田村、白楽市村、笹沖村、吉岡村
  - 帯江村 ← 羽島村、二日市村、加須山村、亀山村、帯高村、有城村
  - 万寿村 ← 平田村、大島村、福島村、浜村、富久村
  - 菅生村 ← 西坂村、生坂村、三田村、浅原村、子位庄村
  - 中洲村 ← 水江村、酒津村、中島村
  - 清音村 ← 黒田村、古地村、上中島村、軽部村、三因村、柿木村（現・総社市）
  - 常盤村 ← 三輪村、真壁村、中原村、溝口村（現・総社市）
  - 山手村 ← 地頭片山村、西郡村、岡谷村、宿村（現・総社市）
  - 三須村 ← 三須村、上林村、下林村、赤浜村（現・総社市）
- 明治24年（1891年）6月16日 - 倉敷村が町制施行して倉敷町となる。（1町10村）
- 明治33年（1900年）4月1日 - 郡制の施行により、都宇郡・窪屋郡の区域をもって都窪郡が発足。同日窪屋郡廃止。

## 行政
歴代郡長
| 代 | 氏名 | 就任年月日                | 退任年月日                | 備考                           |
| -- | ---- | ------------------------- | ------------------------- | ------------------------------ |
| 1  |      | 明治11年（1878年）9月29日 |                           |                                |
|    |      |                           | 明治33年（1900年）3月31日 | 都宇郡との合併により窪屋郡廃止 |